# Kavčí Hory Office Park
Kavčí Hory Office Park je komplex kancelářských budov nacházející se na křižovatce ulic Pujmanové a Na Hřebenech na Kavčích horách v Praze 4, na katastru Nusle. Stojí na pozemku o rozloze 20000 m², přičemž plocha kancelářských prostorů je 36 500 m². K výstavbě došlo mezi říjnem 2006 až prosincem 2008. Výstavbu i investici provedla německá firma Hochtief.
Je tvořen jedním propojovacím traktem, na který jsou navázány čtyři pavilony. Tři z nich mají výšku pět a čtvrtý deset pater. Mají půdorys křídla letadla, jehož konec je podepřen betonovým sloupem.